# Diego Rodríguez Da Luz
Diego Manuel Rodríguez Da Luz (Montevideo, 8 agosto 1986) è un allenatore di calcio ed ex calciatore uruguaiano, con passaporto italiano, di ruolo centrocampista.

## Carriera
Cresciuto nel vivaio del Peñarol, si mette in evidenza al punto da suscitare l'interesse del Bologna, che nell'estate 2008 lo rileva in prestito con diritto di riscatto.
Dopo una stagione negativa con soli 7 utilizzi, a fine campionato il Bologna non lo ha riscatta e viene poi ceduto alla squadra argentina dell'Huracán dove gioca con una certa continuità.